# Chen Zhizhao
Chen Zhi Zhao Tin (em mandarim, 陈志钊) (Panyu, Cantão, 14 de março de 1988), conhecido no Brasil como Zizao, é um ex-futebolista chinês que atuava como ponta-esquerda. 
O jogador foi o primeiro e único chinês a atuar com a camisa do time brasileiro Corinthians.

## Carreira

### Início
Ele se mudou da China para Hong Kong no início da temporada 2007/08, para jogar no Citizen, começando sua carreira profissional em um jogo contra o Lanwa, já no primeiro jogo do campeonato. Ele logo se estabeleceu entre os titulares, disputando 13 partidas da liga de Hong Kong, e chegou ao vice campeonato com o Citizen. Durante a temporada, ele disputou todos os jogos do Senior Shield, uma das copas de Hong Kong. Marcou seu primeiro gol neste campeonato, durante um jogo contra o Eastern em que o Citizen.
O jogador voltou à China em 2009 para jogar no Nanchang Hengyuan. Pelo time chinês, ele marcou três gols e ajudou a equipe a alcançar a promoção à primeira divisão do país pela primeira vez.
Em 2011, foi para o clube português Trofense, porém, devido a complicações contratuais, não pôde atuar nenhuma partida e voltou para à China.

### Corinthians
Em fevereiro de 2012, mesmo jogando apenas futebol de salão, pois estava afastado de sua equipe por paralisia facial, foi anunciada sua transferência por empréstimo de dois anos para defender o Corinthians, recebeu a camisa 200 em homenagem aos 200 anos da imigração chinesa no Brasil.
Logo em sua chegada, sofreu duas lesões no ombro. O limite de atletas não permitiu que ele fosse inscrito nos grupos da Copa Libertadores e do Mundial de Clubes, vencidos pelo Timão em 2012. Estreou oficialmente pela equipe do Corinthians no dia 17 de outubro de 2012, na derrota da equipe por 2 a 0 diante do Cruzeiro, em jogo válido pelo Campeonato Brasileiro.
No dia 20 de janeiro de 2013 entrou como titular contra o Paulista e estreando o novo número (agora o 35) driblou pela esquerda e deu assistência para o único gol do Corinthians no jogo que terminou empatado em 1 a 1. Zizao atuou nas duas partidas seguintes do Timão, fazendo, assim, parte do plantel que se sagrou campeão estadual daquele ano.
Também foi inscrito no Brasileirão, onde realizou mais uma partida – a quinta e última de sua passagem pelo clube, na despedida de Tite em sua segunda passagem pelo Corinthians, na rodada final do Campeonato Brasileiro de 2013, contra o Náutico, em Recife.

### Retorno à China
Em 2014, o atacante retornou ao Nanchang Hengyuan, time que o havia cedido ao Corinthians, e em março foi emprestado ao Beijing Guoan, time pequeno da capital Pequim.
No final de 2015, foi contratado pelo Guangzhou R&F por 25 milhões de Yuan, com contrato de cinco anos.

## Seleção chinesa
Em 11 de março de 2013, Zizao, apesar de quase não jogar pelo Corinthians, foi convocado pelo treinador José Antonio Camacho para atuar pela Seleção da China em jogo válido pelas eliminatórias da Copa da Ásia de 2015 contra o Iraque, no dia 22 de março.

## Estatísticas

### Corinthians
Atualizado até 7 de dezembro 2013
| Clube       | Temporada | Campeonato nacional | Campeonato nacional | Copa nacional | Copa nacional | Competições continentais¹ | Competições continentais¹ | Outros torneios² | Outros torneios² | Total | Total |
| Clube       | Temporada | Jogos               | Gols                | Jogos         | Gols          | Jogos                     | Gols                      | Jogos            | Gols             | Jogos | Gols  |
| ----------- | --------- | ------------------- | ------------------- | ------------- | ------------- | ------------------------- | ------------------------- | ---------------- | ---------------- | ----- | ----- |
| Corinthians | 2012      | 1                   | 0                   | 0             | 0             |                           | 0                         | 0                | 0                | 1     | 0     |
| Corinthians | 2013      | 1                   | 0                   | 0             | 0             | 0                         | 0                         | 3                | 0                | 4     | 0     |
| Total       | Total     | 2                   | 0                   | 0             | 0             | 0                         | 0                         | 3                | 0                | 5     | 0     |

¹Estão incluidos jogos e gols da Copa Libertadores e Recopa Sul-Americana

²Estão incluidos jogos e gols pelo Campeonato Paulista, Mundial de Clubes da FIFA, Torneios Amistosos e Amistosos

## Títulos
Corinthians
- Campeonato Paulista: 2013

## Ligações Externas
- Chen Zhizhao (em português) no Sofascore